# خوان بابلو ميزا
خوان بابلو ميزا (بالإسبانية: Juan Pablo Meza)‏ هو لاعب كرة قدم مكسيكي، ولد في 13 أغسطس 1993. لعب مع نادي تيخوانا.

## روابط خارجية
- خوان بابلو ميزا على موقع قاعدة بيانات كرة القدم.إي يو (الإنجليزية)
- خوان بابلو ميزا على موقع Soccerway.com (الإنجليزية)
- خوان بابلو ميزا على موقع AS.com (الإسبانية)